# Paul McCracken (baloncestista)
Paul George McCracken (Nueva York, Nueva York, 11 de septiembre de 1950) es un exjugador de baloncesto estadounidense que disputó tres temporadas en la NBA, además de jugar en la AABA, la EBA y la liga israelí. Con 1,93 metros de estatura, jugaba en la posición de base.

## Trayectoria deportiva

### Universidad
Jugó durante su etapa universitaria con los Matadors de la Universidad Estatal de California, Northridge, con los que consiguió el récord de más rebotes en una temporada, con 330 en 1971. Es el único jugador de dicha institución en llegar a jugar en la NBA.

### Profesional
Tras no ser elegido en el Draft de la NBA de 1972, fichó como agente libre por los Houston Rockets, quienes en un primer momento lo despdieron, volviendo a reclamarlo ya con la temporada avanzada, Allí acabó la temporada, promediando 4,6 puntos y 2,1 rebotes por partido.
Poco después de comenzada la siguiente temporada, fue despedido, regresándo a la NBA en 1976, cuando fichó por los Chicago Bulls, donde únicamente disputó 9 partidos, en los que promedió 5,2 puntos y 1,8 rebotes. Tras ser despedido, continuó su carrera en los Wilkes-Barre Barons de la EBA, donde fue proclamado mejor jugador de la competición esa temporada. LLegó a anotar 58 puntos en un partido ante los Jersey Shore Bullets.
Al año siguiente jugó con los New York Guard de la efímera AABA, donde promedió 12,5 puntos por partido. Acabó su carrera jugando una temporada en el Maccabi Tel Aviv de la liga israelí, equipo con el que llegó a semifinales de la Copa de Europa.

## Estadísticas de su carrera en la NBA

### Temporada regular
| Temporada | Edad | Equipo          | Liga | P  | TIT | MIN  | TC  | TCA | %TC  | 3P | 3PA | %3P | TL  | TLA | %TL  | R.OF. | R.DEF. | REB | ASIS | ROB | TAP | PER | FP  | PTS |
| 1972-73   | 22   | Houston Rockets | NBA  | 24 |     | 12.7 | 1.8 | 3.7 | .494 |    |     |     | 1.0 | 1.6 | .590 |       |        | 2.1 | 0.7  |     |     |     | 1.3 | 4.6 |
| 1973-74   | 23   | Houston Rockets | NBA  | 4  |     | 3.3  | 0.3 | 1.0 | .250 |    |     |     | 0.0 | 0.0 |      | 0.3   | 1.3    | 1.5 | 0.5  | 0.0 | 0.0 |     | 0.8 | 0.5 |
| 1976-77   | 26   | Chicago Bulls   | NBA  | 9  |     | 13.2 | 2.0 | 5.2 | .383 |    |     |     | 1.2 | 2.0 | .611 | 0.7   | 1.1    | 1.8 | 1.6  | 0.7 | 0.0 |     | 1.9 | 5.2 |
| Total     |      |                 | NBA  | 37 |     | 11.8 | 1.7 | 3.8 | .450 |    |     |     | 0.9 | 1.5 | .596 | 0.5   | 1.2    | 2.0 | 0.9  | 0.5 | 0.0 |     | 1.4 | 4.3 |